# 1,3-tiazepina
L'1,3-tiazepina è un composto chimico eterociclico a sette termini la cui struttura è formata da una tiepina in cui il carbonio in posizione 3 è sostituito da un atomo di azoto.